# Quirinópolis (gemeente)
Quirinópolis is een gemeente in de Braziliaanse deelstaat Goiás. De gemeente telt 47.377 inwoners (schatting 2015).

## Aangrenzende gemeenten
De gemeente grenst aan Bom Jesus de Goiás, Cachoeira Alta, Castelândia, Gouvelândia, Paranaiguara, Rio Verde en Santa Vitória (MG).

## Verkeer en vervoer
De plaats ligt aan de wegen BR-483, GO-164, GO-206 en GO-319.